# Vdara
Il Vdara Hotel & Spa, talvolta chiamato Il Vdara, è un hotel, un condominio e un centro benessere situato all'interno del complesso CityCenter a Las Vegas in Nevada, negli USA. Il Vdara ha aperto il 1º dicembre 2009 come impresa congiunta tra MGM Resorts International e Infinity World Development.

## Storia
Il Vdara è stato il primo di sei progetti ad essere progettato nel complesso CityCentr da 8,5 miliardi di dollari. È stato inaugurato il 1º dicembre 2009. Prima della sua apertura è stato classificato come "livello oro" da Leadership in Energy and Environmental Design e ha ricevuto un voto pari a 5- dal Green Key Eco-Rating Program. Progettato da Rafael Viñoly della RV Architecture, la struttura del Vdara a forma di mezzaluna, formata da tre archi paralleli di varie altezze. Grazie al suo design ad archi sfalsati, il Vdara contiene sei suite d'angolo per piano, rispetto ai quattro convenzionali.

## Strutture ed attrazioni

### Suites
Il Vdara contiene 1.495 suite, alcune di esse sono vendute come residenze private e i proprietari hanno la possibilità di partecipare ad un programma di noleggio per affittare i loro appartamenti come camere d'albergo quando non vi risiedono.

### Attrazioni
Un centro benessere di 1.700 m 2 chiamato Spa & Salon Venetian è composto da 11 sale private per trattamenti, saune, bagni turchi e saloni di servizio completo, un centro fitness e un bar. Il Pool & Lounge Venetian si estende su 3.700 m 2 e dispone di 19 cabine private.
Il Market Cafe venne inaugurato il 1º marzo 2011 poco prima della chiusura del ristorante Silk Road, l'8 marzo 2008. Il Market Cafe, che si trova nella hall, contiene bar e ristoranti gastronomici con cibi selezionati dallo chef Martin Heieling del
ristorante bellagio.

## Galleria d'immagini

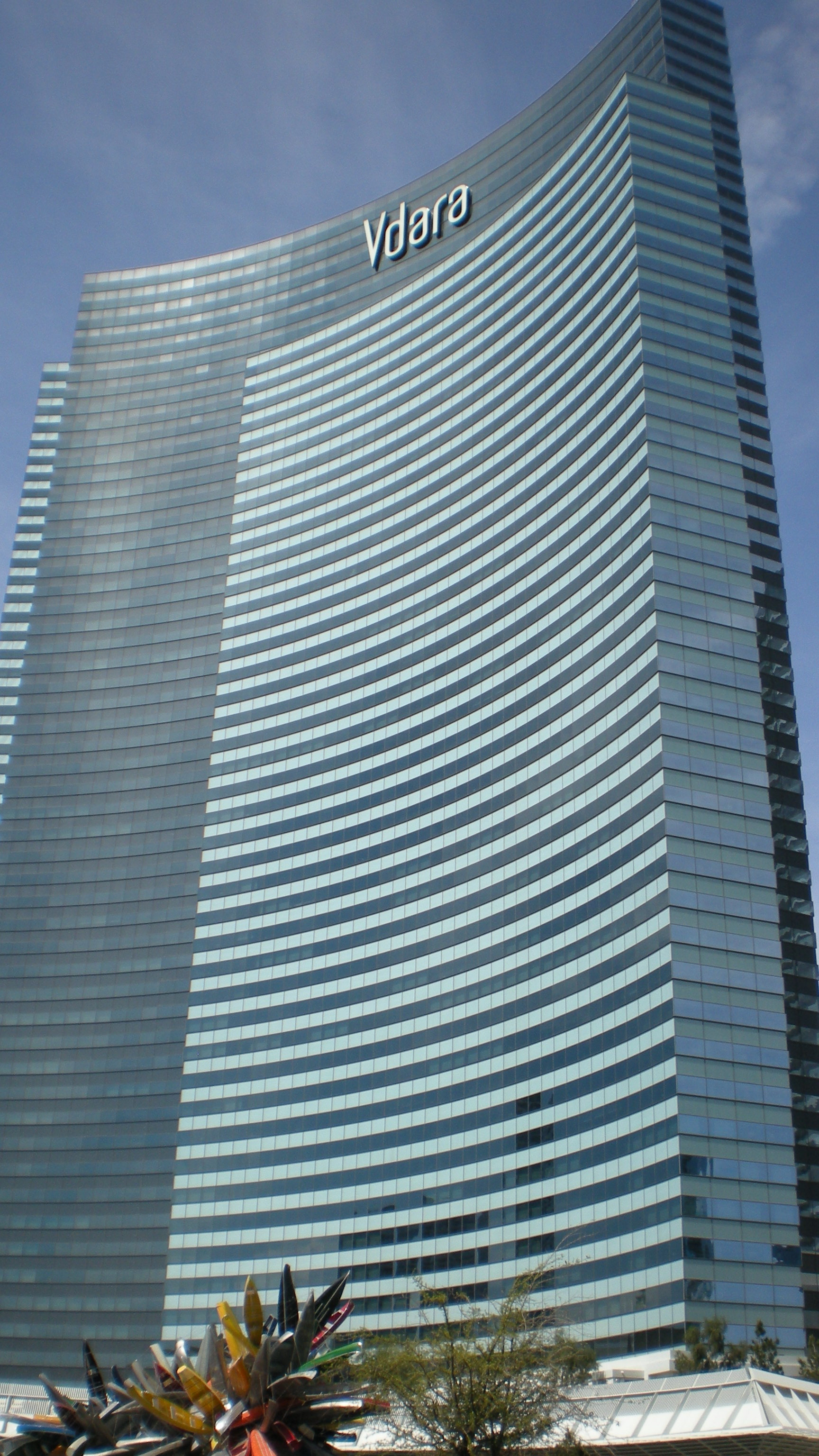
Vista del Vdara
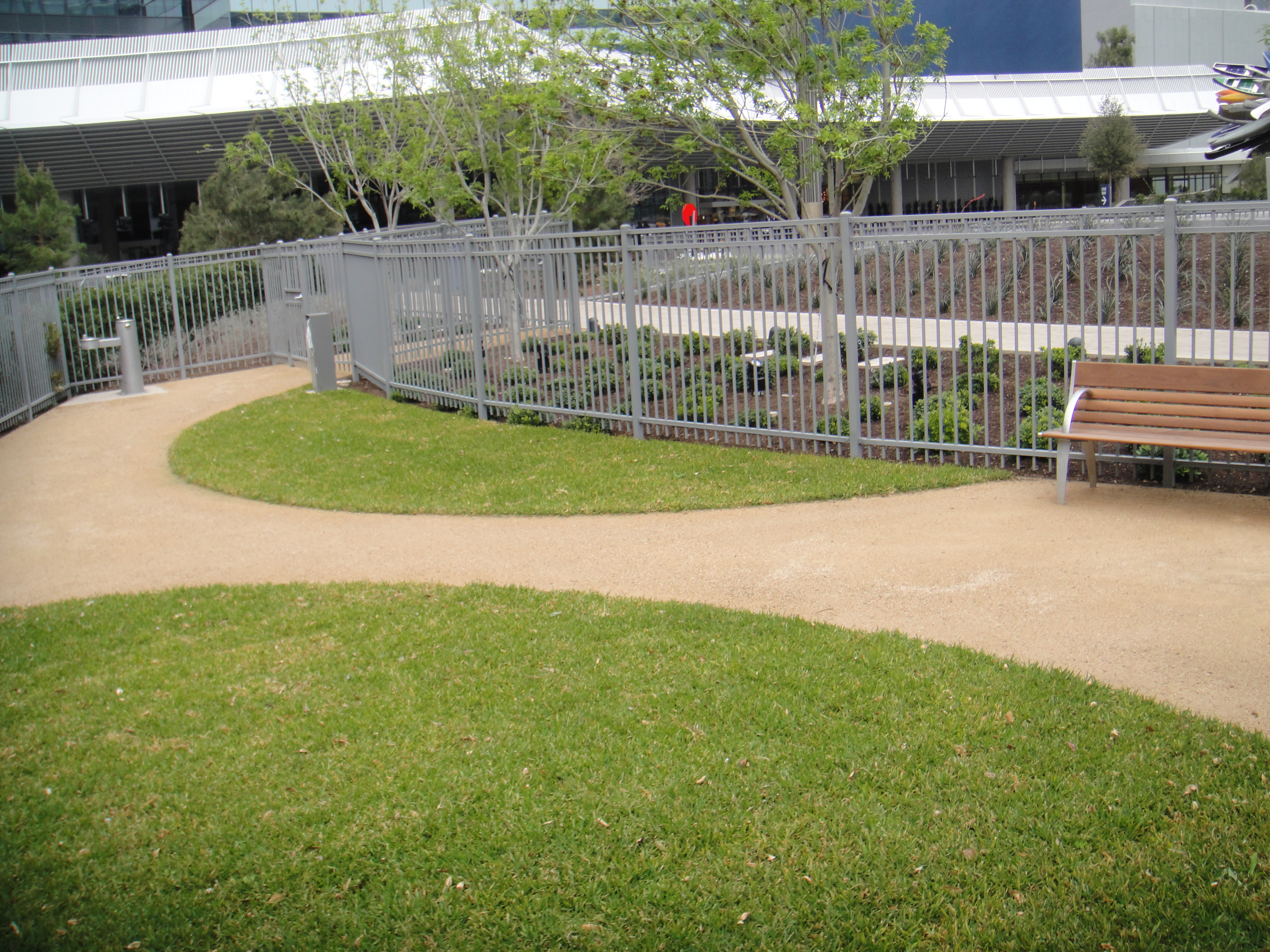
Giardino dei cani
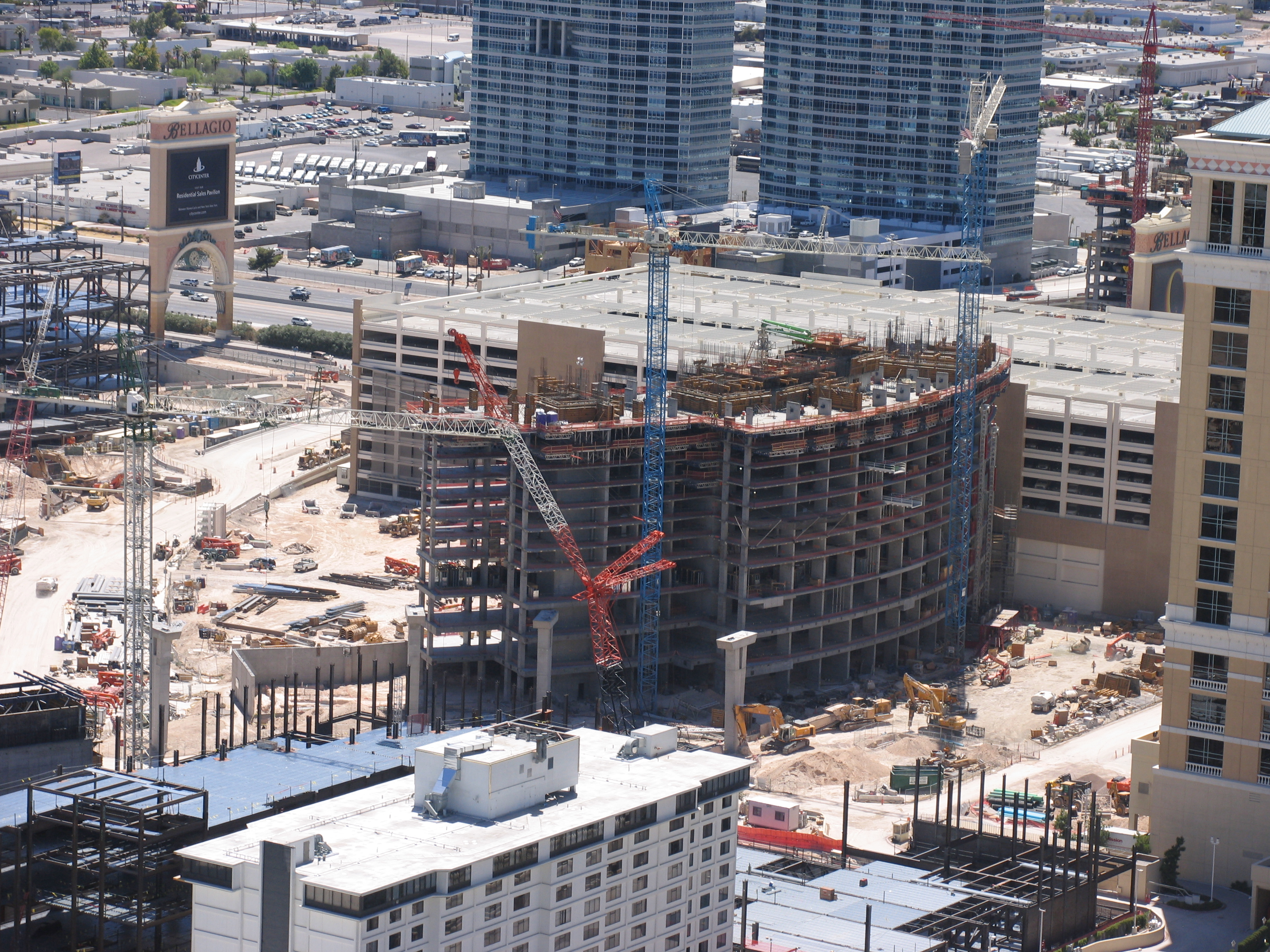
Costruzione nel giugno 2007